# بطولة العالم للشطرنج 1927
|                         |                |
| خوزيه كابابلانكا        | ألكسندر أليخين |
|                         |                |
| فائز ببطولة العالم 1921 | المتحدي        |
| 38 سنة                  | 35 سنة         |

 بطولة العالم للشطرنج 1927 هي البطولة الثانية عشر الرسمية في الشطرنج، تنافس فيها بطل النسخة السابقة خوزيه كابابلانكا مع متحديه الجديد القوي ألكسندر أليخين، ونظمت المقابلة في مدينة بوينس آيرس من 16 سبتمبر حتى 29 نوفمبر 1927.
لم يتمكن كابابلانكا من الحفاظ على لقبه وخسر المقابلة بنتيجة ثلاث انتصارات ستة هزائم و25 تعادلا، وبهذا أصبح أليخين رابع أبطال العالم في الشطرنج.

## خلفية
أول ظهور قوي لأليخين كان في بطولة سانت بيترسبرغ 1914  حيث حل ثالثا خلف بطلي العالم لاسكر وكابابلانكا متقدما على لاعبين أقوياء آنذاك مثل زيغبرت تاراش، فرانك مارشال وأكيبا روبنشتاين، وكان هدفه منذ ذلك الحين احتلال المرتبة الأولى في كل البطولات ثم تحدي كابابلانكا لأنه كان يعلم أن نيل هذا الأخير للقب كان مسألة وقت  وبعد فعله لذلك كان أول تحدي لكابابلانكا من روبنشتاين في 7 سبتمبر 1921 بعد بطولة هاغ 1921  التي فاز بها ألخين، فاقترحت اللجنة المنظمة مقابلة ترشح بين أليخين وروبنشتاين الفائز فيها يواجه بطل العالم ووافق كلا اللاعبين وكان مزمعا عقدها في مارس 1922 بهولندا إلا أن ذلك لم يتم  هذا القرار لم يعجب بطل العالم وكان يريد الإيفاء بوعده لروبنشتاين واللعب معه لذلك اشترط أن تكون نتيجة المقابلة حاسمة لصالح ألخين وإلا فسيلعب مع روبنشتاين أولا.
بعد بطولة لندن 1922  التي حل فيها ألخين وصيفا لكابابلانكا وقع أصحاب المراتب الثمانية الأولى على «قواعد لندن» وهو مقترح من كابابلانكا لمتحديه المستقبليين جاء فيه أن اللعب على اللقب لا يقل على 10 آلاف دولار أمريكي آنذاك  وأمهل روبنشتاين حتى 31 ديسمبر 1923 لجمع المبلغ لكن روبنشتاين فشل، وكذلك فشل أليخين في جمع ذلك المبلغ، وفي 1926 تحدى أرون نيمزوفيتش كابابلانكا فأمهله حتى 1 جانفي 1927 لجمع المبلغ لكنه فشل كذلك، وتمكن ألخين في ذلك العام من إقناع اتحادية الشطرنج الأرجنينية أن تمول مقابلته ضد كابابلانكا وحصل على المبلغ المطلوب وقبل كابابلانا أخيرا مواجهته 
قبل المقابلة فاز كابابلانكا ببطولة نيويورك 1927  بفارق 2.5 نقطة عن الوصيف أليخين الذي كان آنذاك لم يربح ولا مباراة واحدة ضد كابابلانكا وكان من غير المستبعد أن يفوز بست مباريات ضده، حيث توقع جيزا ماروكزي أن يفوز كابابلانكا  وكان حديث رودولف سبيلمن أكثر حدة حين قال أنه لن يتفاجأ إن لم يفز أليخين بأي مباراة  أما ريتشارد ريتي فقال أنه لا توجد أسباب رئيسية للتيقن من أن الفوز من نصيب كابابلانكا بالضرورة.

## المقابلة والنتيجة
أول لاعب يفوز بست مباريات يكون بطل العالم
| خوزيه كابابلانكا | 0  | ½  | 1  | ½  | ½  | ½  | 1  | ½  | ½  | ½  | 0  | 0  | ½  | ½  | ½  | ½  | ½  |            |         |
| ألكسندر أليخين   | 1  | ½  | 0  | ½  | ½  | ½  | 0  | ½  | ½  | ½  | 1  | 1  | ½  | ½  | ½  | ½  | ½  |            |         |
|                  | 18 | 19 | 20 | 21 | 22 | 23 | 24 | 25 | 26 | 27 | 28 | 29 | 30 | 31 | 32 | 33 | 34 | الانتصارات | المجموع |
| خوزيه كابابلانكا | ½  | ½  | ½  | 0  | ½  | ½  | ½  | ½  | ½  | ½  | ½  | 1  | ½  | ½  | 0  | ½  | 0  | 3          | 15½     |
| ألكسندر أليخين   | ½  | ½  | ½  | 1  | ½  | ½  | ½  | ½  | ½  | ½  | ½  | 0  | ½  | ½  | 1  | ½  | 1  | 6          | 18½     |

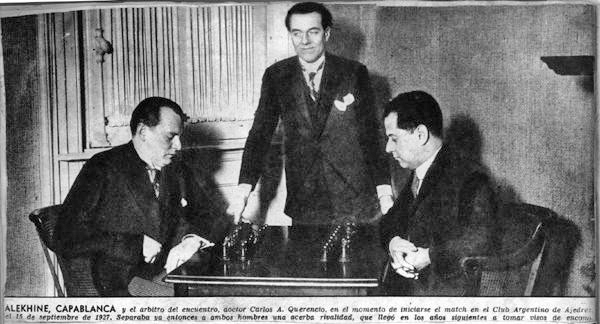
كابابلانكا ضد الخين في 1927

حقق أليخين المفاجأة وتمكن من الفوز بست مباريات وفاز باللقب وأصبح رابع بطل للعالم في الشطرنج.

## روابط خارجية
- رابط لمباريات البطولة على موقع chessgames.com
- كابابلانكا ضد ألخين، إدوارد وينتر